# I Will Always Love You
«I Will Always Love You» és un cançó escrita i enregistrada originalment l'any 1973 per la cantant i compositora nord-americana Dolly Parton. La versió country de la cançó va ser publicada com a disc senzill el 1974; fou composta com un comiat dedicat al que fou el seu company i mentor Porter Wagoner després que prengués la decisió de seguir la seva carrera en solitari.
La versió de Parton de «I Will Always Love You» va ser un èxit comercial en aconseguir el doble número u al Billboard Hot Country Songs, primer al juny de 1974, i un altre cop l'octubre de 1982 amb un nou enregistrament. Amb aquesta fita, Parton va ser la primera artista que va ser número u dues vegades amb la mateixa cançó.
Whitney Houston va gravar una versió de la cançó afegint un solo de saxofon de Kirk Whalum per a la pel·lícula de 1992 El guardaespatlles. El disc senzill va passar 14 setmanes al número u del Billboard Hot 100. Des de llavors s'ha convertit en un dels senzills més venuts de tots els temps i el més venut per una dona en la història de la música. La versió «I Will Always Love You» de Houston va reaparèixer a les llistes el 2012 després de la seva mort, per la qual cosa va esdevenir el segon senzill a aconseguir una posició entre els tres primers llocs del Billboard Hot 100 en diferents carreres musicals.
La cançó també ha estat versionada per molts altres artistes com, per exemple, per Linda Ronstadt al seu àlbum Prisoner in Disguise, de 1975.

## Versió original de Dolly Parton
Dolly Parton es va donar a conèixer als Estats Units en participar a partir de 1969 en un programa televisiu de música country, The Porter Wagoner Xou presentat per Porter Wagoner, en el qual es va convertir en una intèrpret habitual. Hi va realitzar freqüents duets i presentar cançons dels seus discs. Quan el 1973 es va plantejar abandonar el programa per dedicar-se exclusivament a la seva carrera discogràfica, va escriure I Will Always Love You per expressar la seva tristesa pel seu comiat del programa i de Wagoner. Parton la va incloure en el seu tretzè àlbum, Jolene.
Anys més tard, el 1982, Dolly Parton va estrenar la pel·lícula musical The Best Little Whorehouse in Texas, basada en un musical homònim de Broadway. En la versió cinematogràfica, a més de les cançons del musical teatral, es van incloure dues cançons compostes per Parton, una d'elles I Will Always Love You, que es va tornar a gravar per a l'ocasió. Es va estrenar aquesta segona versió en l'àlbum de la banda sonora, que va aconseguir el número u a les llistes de venda de músicountry.

## Versió de Whitney Houston
La versió de Whitney Houston va ser el primer disc senzill publicat de la banda sonora de la pel·lícula The Bodyguard (El guardaespatlles), on Whitney Houston va debutar com a artista de cinema. El senzill va ser un gran èxit mundial. El 2 de setembre de 2013 la revista Billboard va publicar la seva llista Hot 100 55th Anniversary: «The All-Time Top 100 Songs», i va col·locar la cançó en la posició núm. 49.
El vídeo musical, dirigit per Alan Smithee, començava amb la interpretació de Houston al final de la pel·lícula El guardaespatlles. El vídeo mostra després Houston en un vestit blau fosc asseguda a un teatre buit amb la llum dels focus sobre ella, cantant-li la cançó al seu estimat. El vídeo anava intercalant escenes de la pel·lícula.

## Altres versions
El quartet musical Il Divo compost per quatre cantants masculins: el suís Urs Bühler, l'espanyol Carlos Marín, el nord-americà David Miller i el francès Sébastien Izambard, van versionar a quatre veus a cappella el tema en castellà, però amb la tornada en el seu anglès original. «Sempre t'estimaré» va ser inclòs en l'àlbum recopilatori del grup The Greatest Hits el 2012.

## Guardons
Premis
- 1994: Grammy a la gravació de l'any